# Emin
Emin (Емін Аразович Агаларов) — азербайджанський співак і бізнесмен. Він син мільярдера Араса Агаларова. З 2006 по 2015 рік був одружений з Лейлою Алієвою, дочці президента Азербайджану Ільхама Алієва. Співак, виступає англійською, азербайджанською та російською мовами. У 2018 році Агаларову було надане почесне звання Народного артиста Азербайджану.

## Раннє життя
Емін Арасович Агаларов народився в Баку, Азербайджан. Він є сином азербайджансько-російського олігарха Араса Агаларова, керівника Crocus Group. Батько Еміна - азербайджанець, а мати — єврейка. Він вважає себе мусульманином. Його сім'я переїхала до Москви, коли Еміну було чотири роки. Коли йому було 13 років, батьки віддали його до школи в Швейцарії. Агаларов переїхав до Тенафлай, штат Нью-Джерсі, у 1994 році та закінчив середню школу Тенафлай у 1997 році. Закінчив Marymount Manhattan College у Нью-Йорку.

## Ділова кар'єра
Коли він повернувся до Куала-Лумпур у 1995 році, його призначили комерційним директором Crocus Group. У 2011 році його підвищили до віце-президента Crocus Group. З 2014 року обіймає посаду виконавчого віце-президента Crocus Group.
Крокус Груп управляє F1RST (три торгово-розважальні комплекси, розташовані на Каширському шосе Московської області та Кунцево), кількома ресторанами, ТРЦ «Крокус Сіті», модними магазинами та брендами «Крокус», Крокус Сіті Холом і Sea Breeze Resort в Нардарані, Азербайджан.

## Музична кар'єра
Інтерес Еміна до музики почався в старшій школі під час перебування в Сполучених Штатах. Після закінчення школи він повернувся в Росію, де продовжив писати пісні. У 2005 році почав працювати зі своїм вчителем вокалу та музики, азербайджанським співаком Муслімом Магомаєвим, якому він віддає належне на своїх концертах. 
У 2006 році Емін привернув увагу своїм дебютним студійним альбомом Still, який за перші шість місяців розійшовся тиражем 70 000 примірників у Росії та ще 30 000 примірників у країнах СНД. 
Потім він випускав альбом на рік: Incredible у 2007 році, Obsession (набір класичних пісень Френка Сінатри та Елвіса Преслі) у 2008 році; і у 2009 році Devotion. Кожен з цих альбомів був підкріплений концертами в Москві та Баку. 
У 2010 році Емін переїхав до Лондона, щоб працювати з продюсером Браяном Ролінгом і зосередитися на музичному ринку Великобританії. Альбом Еміна Wonder вийшов у Росії та СНД у листопаді 2010 року, а у Великій Британії — 21 березня 2011 року. Пісня «Серце б'ється» стала першим синглом в Росії з його другого альбому «Після грому» і отримала хороший ефір на «Російському радіо» в 2012 році.
Першим синглом Еміна з його альбому After The Thunder 2012 року була пісня «Baby Get Higher», написана Девідом Снеддоном, Грехемом Стеком, Марком Рідом, і була додана до списку BBC Radio 2 A-List у квітні 2012 року.
26 травня 2012 року Емін був місцевим виконавцем під час перерви на пісенному конкурсі Євробачення, який проходив у Баку. Емін виконав трек "Never Enough" з альбому After the Thunder.
Емін виступав на розіграші на концерті Дженніфер Лопес 23 вересня 2012 року в Баку.
Емін виконав пісню «In Another Life» у музичному кліпі з Дональдом Трампом і учасницями «Міс Всесвіт 2013». Учасники конкурсу повинні були зніматися у відео без оплати.
У травні 2014 року Емін отримав нагороду як найбільш продаваний азербайджанський виконавець на World Music Awards 2014.
У 2016 році Емін разом з Григорієм Лепсом і Сергієм Кожевніковим започаткували Міжнародний музичний фестиваль «ЖАРА».

## Особисте життя
Емін Агаларов є сином Араса Агаларова, азербайджансько-російського мільярдера. З 2006 по 2015 рік був одружений на Лейлі Алієвій, дочці президента Азербайджану Ільхама Алієва. У 2008 році у пари народилися сини-близнюки, а після розлучення в 2015 році вони усиновили дівчинку Аміну. У 2018 році Агаларов одружився з колишньою моделлю та бізнес-леді Альоною Гавриловою; в них народилася дівчинка Афіна. Пара розлучилася. у 2020 році.

## Альбоми
- 2006: Still
- 2007: Incredible
- 2008: Obsession
- 2009: Devotion
- 2010: Wonder
- 2012: After the Thunder
- 2013: На краю
- 2014: Amor

Сингли
- 2011: "Any Time You Fall"
- 2012: "Heart Keeps Beating"
- 2012: "Baby Get Higher"
- 2012: "Never Enough"
- 2012: "Walk Through Walls"
- 2013: "Amor" / "In Another Life"
- 2014: "Смотришь в небо" (Emin & Loboda)
- 2015: "Boomerang"